# Ergodiciteit
Ergodiciteit, van het Oudgriekse: ἔργον, ergon, werk, en ὁδός, hodos, weg, is de eigenschap van een dynamisch systeem dat het gemiddelde gedrag over de tijd gezien ruwweg hetzelfde is als het gemiddelde over alle toestanden waarin het systeem kan verkeren. Als het systeem lang genoeg wordt gevolgd, komen alle mogelijke toestanden voorbij. Men formuleert dit wel als: tijdgemiddelde is gelijk aan ensemblegemiddelde. Boltzmann heeft de naam bedacht.
Ergodiciteit wordt in de statistiek op dezelfde manier gebruikt voor een stochastisch proces, waarvoor het tijdgemiddelde voor een serie gebeurtenissen gelijk is aan het ensemblegemiddelde.
Bij het werken met stochastische variabelen is men vaak geïnteresseerd in bij de kansverdeling behorende parameters zoals de verwachtingswaarde, de variantie of de mediaan van de kansverdeling. Deze parameters kunnen worden opgevat als gemiddelden over het ensemble. Voor het bepalen van deze waarden moet men of de verdelingsfunctie, of alle waarden van de stochastische variabele in alle elementen van het ensemble kennen. Het laatste is niet mogelijk en in veel gevallen is ook de verdelingsfunctie niet bekend. Door ergodiciteit te veronderstellen kunnen deze parameters worden benaderd door gemiddelden over de tijd.
Een ergodisch signaal is bijvoorbeeld een stationair signaal dat zowel aperiodiek maar toch terugkerend is. Dit is bijvoorbeeld het geval als een signaal een markante golfvorm heeft zonder dat deze zich over vaste intervallen herhaalt.